# Virginia Dobrich
Virginia Dobrich   (Uruguai, 8 de desembre de 1983) és una ballarina, actriu ocasional, model i vedet uruguaiana.
El 2012 va debutar com a vedet de teatre a la revista argentina Excitante. És coneguda pel seu treball a l'Argentina i l'Uruguai.

## Carrera artística
Virginia Dobrich va començar la seva carrera com a ballarina a l'Argentina a Bailando por un sueño 2008, com a parella de ball professional de Tota Santillán. Van ser la 31a parella eliminada de 39 concursants en la competició.
A principis del 2009 va treballar a Bendito total amb Tota Santillán.
El 2009 va ser contractada pel productor Marcelo Tinelli per formar part de El Musical de tus sueños com a ballarina per a Dallys Ferreira. En aquest any va actuar a Villa Carlos Paz en una producció teatral de Carnaval de estrellas amb Valeria Lynch, Raúl Lavié, Jésica Cirio i Martin Campilongo.
El 2010 va ser escollida pel periodista Luis Ventura a l'Uruguai per a un programa anomenat The City, que es va emetre durant uns mesos.
A finals de 2010 va actuar a l'espectacle de teatre Excitante, amb Nito Artaza i Miguel Ángel Cherutti, a l'Argentina. El musical es va presentar a Mar del Plata, i va acabar al seu quart cicle musical després de la mort de la seva protagonista, Estela Raval. Dobrich va ser la ballarina principal, així com una vedet.
Dobrich treballa a l'Uruguai com a model de la revista v12.

## Televisió
- 2008 - Bailando por un sueño 2008 - parella del ballarí professional Tota Santillán.
- 2009 - El musical de tus sueños - parella del ballarí professional Dallys Ferreira, junt amb Julián Andrés Carbajal, Andrés Espinel, Adrian Juan i Belén Alonso.
- 2011 - Locos del tomate - Special participation.[12]

## Teatre
| Any       | Espectacle            | Notes                      |
| --------- | --------------------- | -------------------------- |
| 2009      | Bendito Total         |                            |
| 2009      | Carnaval de estrellas |                            |
| 2010–2012 | Excitante             | Ballarina principal, vedet |